# Vanttajajärvi
Vanttajajärvi är en sjö i Finland. Den ligger i kommunen Kuusamo i landskapet Norra Österbotten, i den nordöstra delen av landet, 700 km norr om huvudstaden Helsingfors. Vanttajajärvi ligger 258 meter över havet. Den är 12,75 meter djup. Arean är 3,83 kvadratkilometer och strandlinjen är 20,29 kilometer lång. Sjön  ingår i Kems huvudavrinningsområde.   Den sträcker sig 4,1 kilometer i nord-sydlig riktning, och 4,8 kilometer i öst-västlig riktning.
I övrigt finns följande i Vanttajajärvi:
- Niskasaari (en ö)